# A924 road
Die A924 road ist eine A-Straße in der schottischen Council Area Perth and Kinross.

## Verlauf
Die Straße beginnt als Abzweigung von der A93 (Perth–Aberdeen) in dem Weiler Bridge of Cally. Sie führt in nordwestlicher Richtung durch eine dünnbesiedelte Region von Perth and Kinross. Dabei folgt der Verlauf im Wesentlichen dem Lauf des Flusses Ardle. Die A924 bindet dabei mit Ballintuim, Kirkmichael und Enochdhu drei Weiler an das Straßennetz an.
Rund zwei Kilometer jenseits von Enochdhu, auf Höhe des Zusammenflusses zweier Quellbäche zum Ardle, knickt die A924 in westliche Richtung ab, um dann sukzessive nach Südwesten abzudrehen. Vorbei an der Whiskybrennerei Edradour erreicht sie zunächst die Ortschaft Moulin und schließlich Pitlochry, wo sie die Hauptstraße bildet. Im Zentrum von Pitlochry teilt sich die A924 und verläuft entlang des Nordufers des River Tummel nach Nordwesten beziehungsweise Südosten, um jeweils jenseits der Ortschaft nach einer Gesamtstrecke von 33 km in die A9 einzumünden. In Pitlochry passiert die Straße mit Blair Athol die zweite Whiskybrennerei.